# Prêmio Grande Otelo de Melhor Ator de Série de Ficção
Prêmio Grande Otelo de Melhor Ator de Série de Ficção é um dos prêmios oferecidos pela Academia Brasileira de Cinema e Artes Audiovisuais (ABCAA), entregue em honra aos atores que se destacaram no papel principal de obras de determinado ano. A categoria está presente no Prêmio Grande Otelo desde 2024, ocasião em que Júlio Andrade venceu por sua interpretação em Betinho - No Fio da Navalha.

## Vencedores e indicados
Na tabela a seguir, os anos estão listados de acordo com a realização da cerimônia dos prêmios da Academia Brasileira de Cinema e, em geral, correspondem ao ano seguinte de lançamento da série.
| Ano         | Vencedores e Indicados | Personagem   | Série                                | Ref.  |
| ----------- | ---------------------- | ------------ | ------------------------------------ | ----- |
| 2024 (23.ª) | Júlio Andrade          | Betinho      | Betinho - No Fio da Navalha          | [ 4 ] |
| 2024 (23.ª) | Allan Souza Lima       | Ubaldo       | Cangaço Novo                         | [ 4 ] |
| 2024 (23.ª) | Bruno Mazzeo           | Silvio       | Fim                                  | [ 4 ] |
| 2024 (23.ª) | Fábio Assunção         | Ciro         | Fim                                  | [ 4 ] |
| 2024 (23.ª) | Gabriel Leone          | Pedro        | Dom                                  | [ 4 ] |
| 2024 (23.ª) | Marco Nanini           | João de Deus | João Sem Deus - A Queda de Abadiânia | [ 4 ] |

## Estatísticas

### Comparativos de idade
| Recorde             | Ator          | Série                                | Idade (no momento da cerimônia) |
| ------------------- | ------------- | ------------------------------------ | ------------------------------- |
| Vencedor mais velho | Júlio Andrade | Betinho - No Fio da Navalha          | 47                              |
| Indicado mais velho | Marco Nanini  | João Sem Deus - A Queda de Abadiânia | 76                              |
| Vencedor mais jovem | Júlio Andrade | Betinho - No Fio da Navalha          | 47                              |
| Indicado mais jovem | Gabriel Leone | Dom                                  | 31                              |